# Ellie Cole
Pour les articles homonymes, voir Cole.
Ellie Victoria Cole, née le 12 décembre 1991 à Melbourne, est une nageuse paralympique australienne et joueuse de basketball en fauteuil roulant à la retraite.
Après avoir été amputée d'une jambe en raison d'un cancer, elle s'entraîne à la natation dans le cadre de son programme de rééducation et progresse plus rapidement que les entraîneurs ne l'avaient prévu. Elle commence la natation en compétition en 2003 et concourt pour la première fois au niveau international aux Championnats du monde de natation handisport en 2006, où elle remporte une médaille d'argent. Par la suite, elle remporte des médailles aux Championnats pan-pacifiques de natation, aux Jeux du Commonwealth, aux Jeux paralympiques, aux Championnats du monde de natation handisport et lors de divers championnats nationaux. Après les Jeux paralympiques de Londres de 2012, où elle remporte quatre médailles d'or et deux de bronze, Ellie Cole subit deux reconstructions à l'épaule et réussit son retour à la natation aux Championnats du monde de natation handisport de 2015 (en), remportant cinq médailles, dont trois d'or. Elle représente ensuite l'Australie aux Jeux paralympiques de Rio de Janeiro en 2016, aux Jeux du Commonwealth de 2018 et aux Jeux paralympiques de Tokyo en 2021. En remportant sa dix-septième médaille paralympique à Tokyo, Ellie Cole devient l'athlète paralympique féminine la plus décorée d'Australie avec six médailles d'or, cinq d'argent et six de bronze en quatre Jeux paralympiques.

## Biographie
Ellie Victoria Cole est née à Lilydale, le 12 décembre 1991. Sa mère et son grand-père sont tous deux nageurs, et son père est sportif,. À l'âge de deux ans, on lui diagnostique une tumeur rare, un neurosarcome enroulé autour des nerfs de sa jambe droite. Après des tentatives infructueuses de traitement de son cancer par chimiothérapie, sa jambe droite est amputée au-dessus du genou le 14 février 1994. Huit semaines après l'opération, dans le cadre de sa rééducation, la mère de Cole, Jenny, l'inscrit à des cours de natation. Les entraîneurs d'Ellie Cole s'attendent à ce qu'elle prenne jusqu'à un an pour apprendre à nager en ligne droite, mais cela lui prend deux semaines,.
Ellie Cole fréquente l'école primaire Mount Eliza North puis la Frankston High School (en), toutes deux situées dans la banlieue de Melbourne, à Frankston (en),,. Depuis 2021, elle vit à Sydney et s'entraîne au Knox Pymble Swim Club. Elle obtient un bachelor en sciences de la santé et de l'exercice à l'Université catholique australienne.
Ellie Cole est présentée dans le film documentaire Comme des phénix : L'Esprit paralympique sur Netflix en 2020, qui se concentre sur les Jeux paralympiques. Elle fait également campagne pour #WeThe15, un mouvement mondial de défense des droits des personnes handicapées.
Elle annonce arrêter la natation lors du Duel in the Pool d'août 2022,.

### Natation
Ellie Cole est classée dans la catégorie S9 (en) en natation en raison de son amputation, une classification qui comprend également les nageurs qui ont des restrictions articulaires dans une jambe et ceux qui ont une double amputation sous le genou. Elle commence la natation en compétition en 2003 et, aux Championnats du monde de natation handisport de 2006 à Durban, elle remporte une médaille d'argent dans l'épreuve féminine 100 mètres dos S9. Toujours en 2006, la nageuse remporte le 100 mètres dos crawlé aux Championnats australiens de natation de Telstra. Ellie Cole se qualifie avec l'équipe australienne de natation paralympique (en) en 2008 et, la même année, participe aux Jeux paralympiques de Pékin où elle remporte une médaille d'argent dans l'épreuve féminine 100 mètres papillon S9 et des médailles de bronze en 400 mètres nage libre et 100 mètres dos.

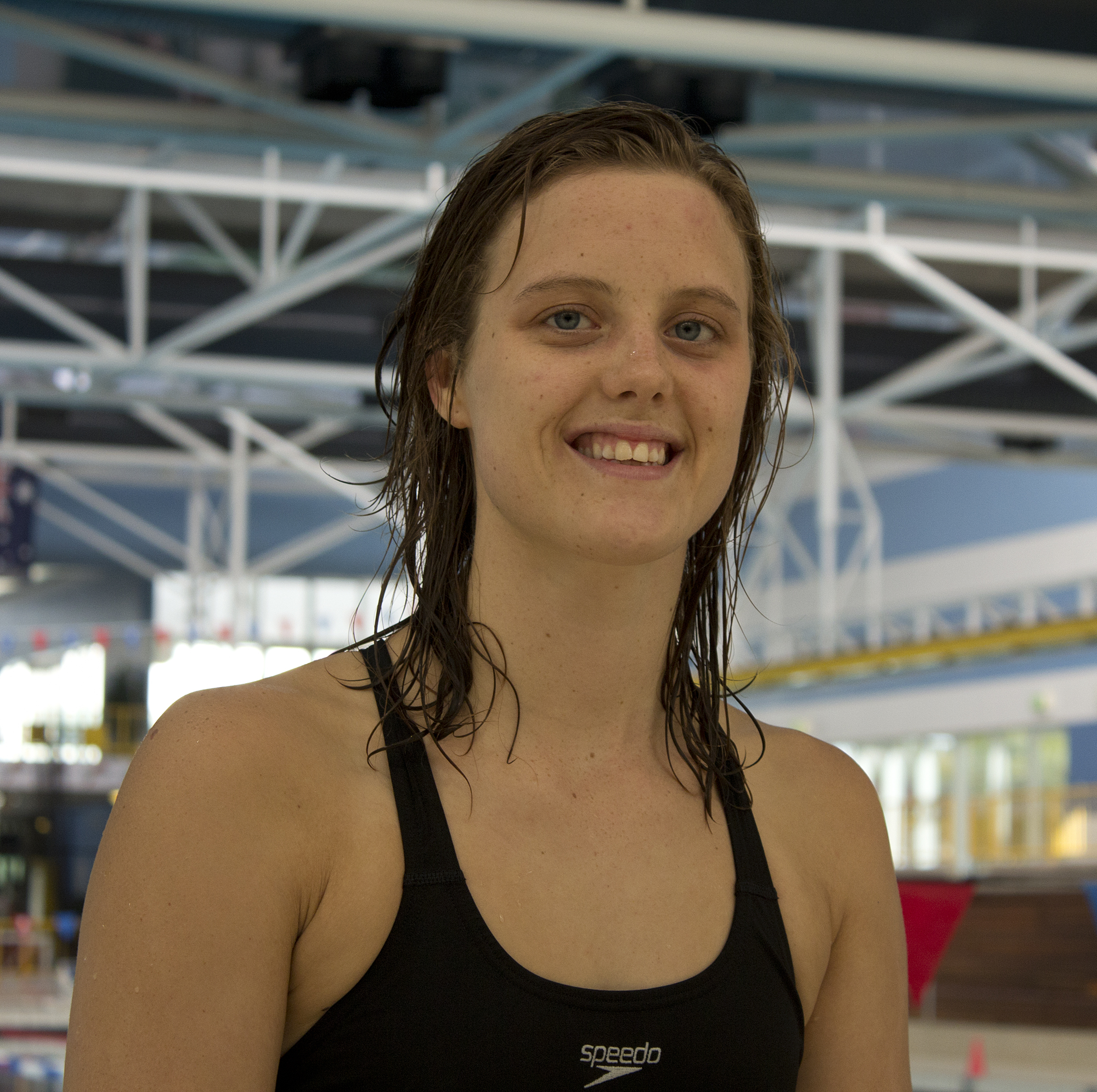
Ellie Cole après une séance d'entraînement au centre aquatique de l'Australian Institute of Sport.

Le 12 août 2009, Ellie Cole participe à l'épreuve multi-handicap 100 mètres nage libre aux Championnats australiens de natation en petit bassin de 2009 (en) à Hobart, où elle bat le record du monde avec un temps de 1:04:06. Ce championnat est l'épreuve qualificative pour les Championnats du monde de natation handisport, organisés par la FINA, l'organisation internationale de natation. La même année, Ellie Cole participe aux Championnats du monde de natation handisport en petit bassin (en) à Rio de Janeiro, où elle remporte des médailles de bronze au 100 mètres dos, au 400 mètres nage libre, au relais 4×100 mètres nage libre et au 200 mètres quatre nages individuel.
En 2010, aux Championnats du monde de natation handisport à Eindhoven, aux Pays-Bas, elle remporte des médailles de bronze dans les épreuves féminines de 200 mètres quatre nages individuel et de 400 mètres nage libre S9. La même année, elle remporte des médailles de bronze dans les épreuves 100 mètres nage libre S9 et 100 mètres papillon S9 aux Jeux du Commonwealth de 2010 à New Delhi. Aux Championnats pan-pacifiques de natation de 2011 à Edmonton, au Canada, elle remporte un total de six médailles d'or, sortant victorieuse du 50 mètres nage libre, 100 mètres nage libre, 400 mètres nage libre, 100 mètres papillon, 100 mètres dos et 200 mètres quatre nages S9. Ellie Cole participe également à des championnats nationaux tels que les championnats australiens de natation multi-classes d'âge et les championnats d'état de la Nouvelle-Galles du Sud.
Ellie Cole est titulaire d'une bourse de l'Institut australien du sport. Son coach, Graeme Carroll, l'entraîne à Canberra en vue des Jeux paralympiques de Londres de 2012 avec une approche combinant l'entraînement à la natation avec l'aérobic et le travail en salle de sport. Elle s'entraîne avec Teigan Van Roosmalen (en), une nageuse S13 aveugle et sourde. La nageuse encadre également de jeunes athlètes. Lorsqu'elle n'est pas au lycée, Ellie Cole effectue dix séances de natation ou plus par semaine mais, réduit ce nombre lors de la période scolaire. Depuis 2021, son entraîneur est Nick Dobson.
Aux Jeux paralympiques de Londres de 2012, Ellie Cole participe à huit épreuves et remporte six médailles. Lors de sa première épreuve, le 100 mètres papillon S9, elle termine quatrième, tandis que la Sud-Africaine Natalie du Toit remporte l'épreuve. Cependant, la nuit suivante, Ellie Cole remporte sa première médaille d'Or des Jeux lors du 100 mètres dos S9, en établissant également un nouveau record australien. Elle déclare à la presse que c'était "un de mes objectifs depuis que j'avais 12 ans de battre Natalie du Toit" qui est "un peu comme la Michael Phelps de la natation pour moi, elle est un excellent mentor et me détend dans la salle de triage. Elle est mon plus grand héros". Ellie Cole remporte une deuxième médaille d'or au relais 4x100 mètres nage libre 34 pts, en établissant cette fois un record du monde. Au 400 mètres nage libre S9, elle est de nouveau battue par du Toit, qui termine première, tandis que la nageuse australienne décroche le bronze. Ellie Cole remporte une deuxième médaille de bronze au 50 mètres nage libre S9, dans laquelle Natalie du Toit terminé septième, puis l'or au 100 mètres nage libre S9, devant du Toit qui terminé troisième. La nageuse couronne les jeux, se surprenant elle-même avec une quatrième médaille d'or, dans le relais 4x100 mètres nage libre 34 pts, en établissant encore une fois un nouveau record australien,.

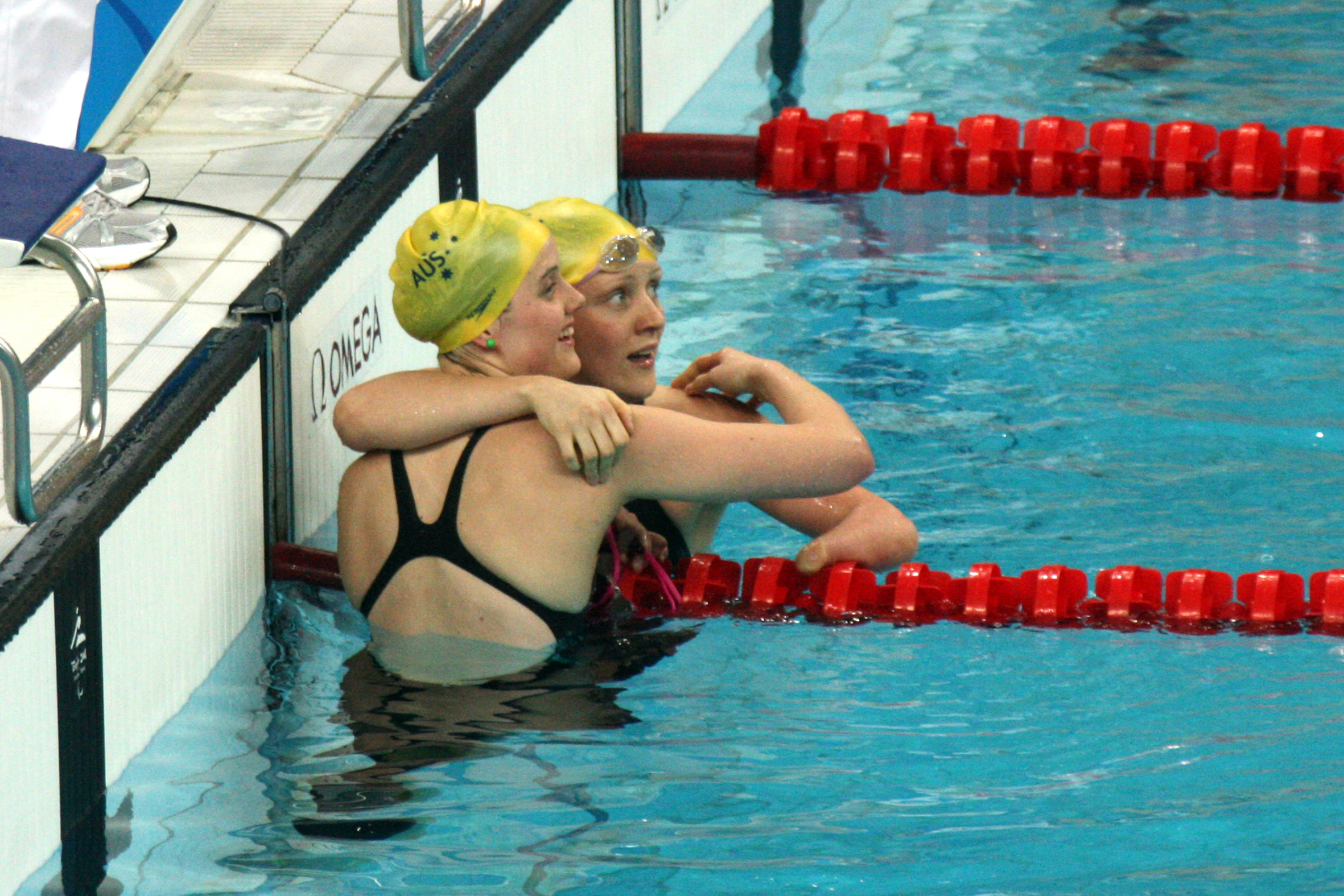
Ellie Cole et à la fin de la finale du 100 mètres papillon S9 aux Jeux paralympiques de Pékin 2008.

Après les Jeux paralympiques de Londres, elle subit deux reconstructions de l'épaule qui menacent sa carrière de nageuse. Aux Championnats du monde de natation handisport de 2015, elle remporte des médailles d'or au 100 mètres dos S9 féminin en battant le record du monde, au 100 mètres nage libre S9 féminin et au relais 4x100 mètres nage libre féminin 34 points, une médaille d'argent au relais 4×100 mètres quatre nages féminin et une médaille de bronze au 50 mètres nage libre S9 féminin,,.
Ellie Cole devient la première nageuse S9 à passer sous les 29 secondes au 50 mètres nage libre en remportant la médaille d'or aux Championnats d'Australie de natation de 2016 (en) à Adélaïde dans l'épreuve multiclasse 50 mètres nage libre. Son temps de 28,75 secondes bat le record du monde de Natalie du Toit de 29,04 secondes.
Aux Jeux paralympiques de Rio 2016, Ellie Cole remporte deux médailles d'or au 100 mètres dos S9 féminin et au relais 4x100 mètres nage libre féminin 34 points, trois médailles d'argent au 50 mètres nage libre S9 féminin, 400 mètres nage libre S9 féminin et au relais 4x100 mètres quatre nages féminin 34 points, et la médaille de bronze au 100 mètres nage libre S9 féminin. Ellie Cole aux côtés de Maddison Elliott, Lakeisha Patterson et Ashleigh McConnell (en) battent le record du monde du relais 4×100 mètres nage libre féminin 34 points avec un temps de 4:16:65.
Ellie Cole traverse une période difficile avant les Jeux paralympiques de Rio. Elle raconte "Je me demandais toujours si j'étais digne d'être là-bas, et je savais que je l'étais, mais c'est incroyable que même après la quantité d'entraînements psychologiques que j'ai eus, ces pensées viennent toujours et vous emmènent vers le bas... Habituellement, les athlètes qui gagnent sont ceux qui peuvent mettre ces pensées de côté et se dire qu'ils ont une bonne chance de gagner.". La nageuse réussit à mettre ces pensées de côté et remporte 6 médailles à Rio.
Aux Championnats du monde de natation handisport de 2019 à Londres, elle remporte la médaille d'argent au 100 mètres dos féminin S9 et la médaille de bronze au 400 mètres nage libre féminin S9,.
Aux Jeux paralympiques de Tokyo 2020, Ellie Cole, en équipe avec Emily Beecroft, Isabella Vincent (en) et Ashleigh McConnell (en), remporte une médaille d'argent au 4x100 mètres nage libre féminin 34 pts avec un temps de 4:26:82, à deux secondes des vainqueurs italiennes. Elle remporte également une médaille de bronze au 4x100 mètres quatre nages féminin 34 pts en équipe avec Emily Beecroft, Keira Stephens (en) et Isabella Vincent (en). En remportant le bronze en quatre nages, sa dix-septième médaille paralympique, la nageuse australienne devient l'athlète paralympique féminine la plus décorée d'Australie, dépassant le précédent record détenu par la nageuse Priya Cooper. Ellie Cole participe également au 100 mètres nage libre S9, au 400 mètres nage libre S9 et au 100 mètres dos S9. Elle se qualifie pour la finale dans chacune de ces épreuves mais ne remporte pas de médaille.
Aux Jeux du Commonwealth de 2022, à Birmingham, en Angleterre, elle terminé 5e du 100 mètres libre féminin S9,.

### Basket-ball en fauteuil roulant

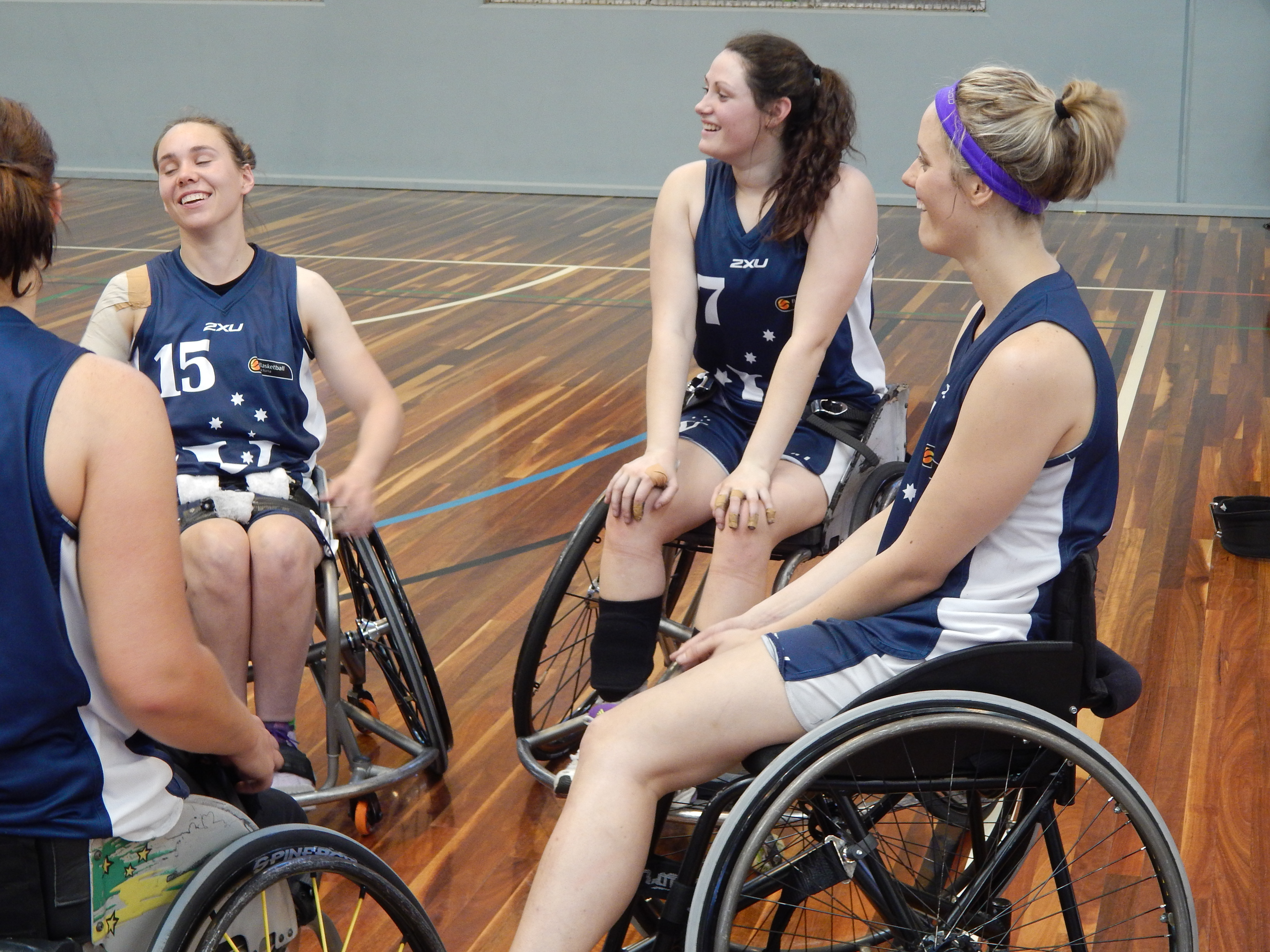
Ellie Cole (à droite) avec d'autres joueuses de basketball en fauteuil roulant.

Ellie Cole joue au basketball en fauteuil roulant pour Victoria dans la Ligue nationale féminine de basketball en fauteuil roulant (Australie) (en) en 2013 et 2014 en tant que 4 point player (en),, elle remporte de meilleur nouveau talent de la ligue en 2013.

## Reconnaissance
Pendant son séjour à la Frankston High School (en), Ellie Cole reçoit un prix Debbie Flintoff-King pour la performance sportive la plus remarquable de l'institution, trois années de suite; elle est également nommée pour le prix d'athlète paralympique junior de l'année. Le prix lui est attribué pour avoir remporté l'argent et deux médailles de bronze aux Jeux paralympiques de Pékin. En 2009, elle reçoit le Prix de l'excellence sportive du ministère de l'Éducation. En 2011, elle est nommée pour le prix "Prix du sportif" du quotidien The Age dans la catégorie "Athlète avec un handicap". En août de la même année, elle est élue athlète du mois par le Comité international paralympique après avoir remporté six médailles d'or à Edmonton. Elle reçoit la médaille de l'Ordre de l'Australie lors de la Journée de l'Australie 2014 "pour ses services au sport en tant que médaillée d'or aux Jeux paralympiques de Londres 2012". En novembre 2015, elle reçoit le prix de la sportive de l'année 2015 du magazine Cosmopolitan.
Ellie Cole est la porte-drapeau de l'Australie lors de la cérémonie de clôture des Jeux paralympiques de Tokyo 2020. En 2022, elle reçoit le prix de la femme la plus remarquable dans le sport aux Australian Women in Sport Awards.